# Beauregard-et-Bassac
Beauregard-et-Bassac – miejscowość i gmina we Francji, w regionie Nowa Akwitania, w departamencie Dordogne.
Według danych na rok 1990 gminę zamieszkiwało 209 osób, a gęstość zaludnienia wynosiła 17 osób/km² (wśród 2290 gmin Akwitanii Beauregard-et-Bassac plasuje się na 968. miejscu pod względem liczby ludności, natomiast pod względem powierzchni na miejscu 915.).